# St. Paul (Oregon)
St. Paul é uma cidade localizada no estado americano de Oregon, no Condado de Marion.

## Demografia
Segundo o censo americano de 2000, a sua população era de 354 habitantes.

## Geografia
De acordo com o United States Census Bureau tem uma área de
0,7 km², dos quais 0,7 km² cobertos por terra e 0,0 km² cobertos por água.

## Localidades na vizinhança
O diagrama seguinte representa as localidades num raio de 12 km ao redor de St. Paul.